# Cottin (entreprise)
Pour les articles homonymes, voir Cottin.
Cottin est une entreprise familiale française qui conçoit des ordinateurs et accessoires technologiques dans ses ateliers parisiens. La société est implantée à Paris, sur l’île de la cité au 60, quai des Orfèvres.

## Histoire
En janvier 2009 sont élaborés les principes d'un ordinateur de haut artisanat, de grand confort et aux finitions réalisées sur mesure en matériaux nobles.
Les premières esquisses de ce qui deviendra le 413 sont réalisées dans les mois suivant, constituant les premiers pas vers le design propre à la marque Cottin. Deux années de recherche et de mise au point plus tard, le Cottin 413 est finalisé,,.
En septembre 2011, Cottin ouvre sa première boutique au cœur de Paris.
Durant l'année 2012, Cottin ouvre des points de vente à Moscou, Monaco et Riyad.
En mars 2015, Cottin fait faillite.

## Presse
- Delphine Dechaux, « Luxe suprême, l’œuvre d'artisan », Challenges, no 353,‎ 11 juillet 2013, p. 111 à 113 (ISSN 0751-4417) « Le prix à payer pour le fait-main, sur mesure, d'une qualité absolue, c'est l'attente. […] une nouvelle génération d'artisans indépendants a trouvé son public, en France et à l'étranger. Dans des styles et des métiers différents, […] »